# Jacobus Wemmers
Jacobus Wemmers OCarm (* 21. Oktober 1598 in Antwerpen, Burgundische Niederlande; † 12. September 1645 in Neapel, Königreich Sizilien) war ein niederländischer Karmelit und Apostolischer Vikar in Äthiopien.
Am 22. September 1616 trat er in den Karmelitenorden ein und legte am 25. September 1617 die feierlichen Gelübde ab. Nach seinem Abschluss in Theologie zog er nach Rom und kam in Kontakt mit dem Klerus des Hospizes von Santo Stefano degli Abissini, bei dem er die äthiopische Sprache studierte.
Papst Innozenz X. ernannte ihn am 24. April 1645 zum Titularbischof von Memphis und Apostolischen Vikar in Äthiopien. Jerónimo Domín Funes OCarm, Bischof von Gaeta, weihte ihn am 5. Juni 1645 zum Bischof. Mitkonsekratoren waren Placido Padiglia OSB, Bischof von Alessano, und Francesco de’ Notari OM, Bischof von Lavello. Er starb kurze Zeit später in Neapel, wo er auf die Einschiffung nach Äthiopien wartete.